# Corumbiara
Corumbiara är en kommun i Brasilien.   Den ligger i delstaten Rondônia, i den centrala delen av landet, 1 500 km väster om huvudstaden Brasília. Antalet invånare är 8 802.
Omgivningarna runt Corumbiara är huvudsakligen savann. Runt Corumbiara är det mycket glesbefolkat, med 3 invånare per kvadratkilometer.